# Cefpodoximă
Cefpodoxima este un antibiotic din clasa cefalosporinelor de generația a treia, utilizat în tratamentul unor infecții bacteriene. Este utilizat în tratamentul infecțiilor de tract respirator, otitelor, infecțiilor cutanate și infecțiilor de tract urinar. Calea de administrare disponibilă este orală.
Molecula a fost patentată în anul 1980 și aprobată pentru uz medical în anul 1989.

## Reacții adverse
Printre reacțiile adverse se numără reacțiile alergice și inflamația la locul administrării.